# Уланиус, Карл Карлович
Карл Карлович Уланиус (1762—1808) — генерал-майор, участник кампании 1805 года против Наполеона.

## Биография
Родился в 6.10.1758 году в пос. Мюрскюля (Myrskylä) в Финляндии сыном солдата Шведской армии. По национальности финн. В военную службу был записан с 1775 года. В начале 1780-х годов явился в строй и служил в армейской пехоте.
К 1790 году был поручиком 1-го батальона Бугского егерского корпуса. Принимал участие в русско-турецкой войне 1787—1792 годов и польской кампании 1792 года, в 1793 году за отличие против поляков был произведён в секунд-майоры. В том же году состоял в свите русского посольства в Константинополе, а в следующем году вновь сражался в Польше.
В 1796 году Уланиус был произведён в майоры, в 1798 году — в подполковники, в 1799 году — в полковники.
2 февраля 1800 года он был назначен командиром Староингерманландского мушкетёрского полка, 1 ноября 1804 года произведён в генерал-майоры и 26 ноября того же года награждён орденом св. Георгия 4-й степени (№ 1561 по кавалерскому списку Григоровича — Степанова).
20 июня 1804 года Уланиус был назначен шефом 6-го егерского полка, во главе которого принял участие в кампании 1805 года против Франции. 12 января 1806 года он был награждён орденом св. Георгия 3-й степени (№ 127 по кавалерским спискам)
В ознаменование отличного мужества и благоразумных распоряжений, оказанных в бывших против французских войск сражениях: 19-го октября при Камбах, 22-го числа во время сожжения места при Эмсе, 24-го между Амштетином и Шенграбеном и во всех случаях с начала ретирады, 30-го того же месяца при Кремсе, где, командуя авангардом, примером личной неустрашимости и решительности отбил у неприятеля три пушки и 4-го ноября при Шенграбене
.
С начала русско-турецкой войны 1806-1812 годов в Дунайской армии. Командуя авангардом, разбил турок 11 (23) декабря 1806 года в бою при Глодени. Скончался 13 октября 1808 года, из списков исключён 11 ноября.
По воспоминаниям генерала от инфантерии А. Ф. Ланжерона:
Уланиус был финн, ему было 50 лет. Это был действительно военный человек, самый образованный и интеллигентный человек в армии. Если бы его происхождение и судьба могли способствовать производству его в высшие чины, то он мог бы быть главнокомандующим. В 1808 г., как жертва климата Валахии, он умер. Потеря его сильно чувствовалась в армии.